# Alvediston
Alvediston – wieś w Anglii, w hrabstwie Wiltshire. Leży 19 km na południowy zachód od miasta Salisbury i 144 km na południowy zachód od Londynu.
Pochowany jest tutaj Anthony Eden, brytyjski polityk, premier Wielkiej Brytanii i przywódca Partii Konserwatywnej w latach 1955-1957.